# Errore di parallasse
L'errore di parallasse è un errore di misurazione dovuto al diverso punto di vista che si può assumere nell'osservare uno strumento nell'atto della misura.

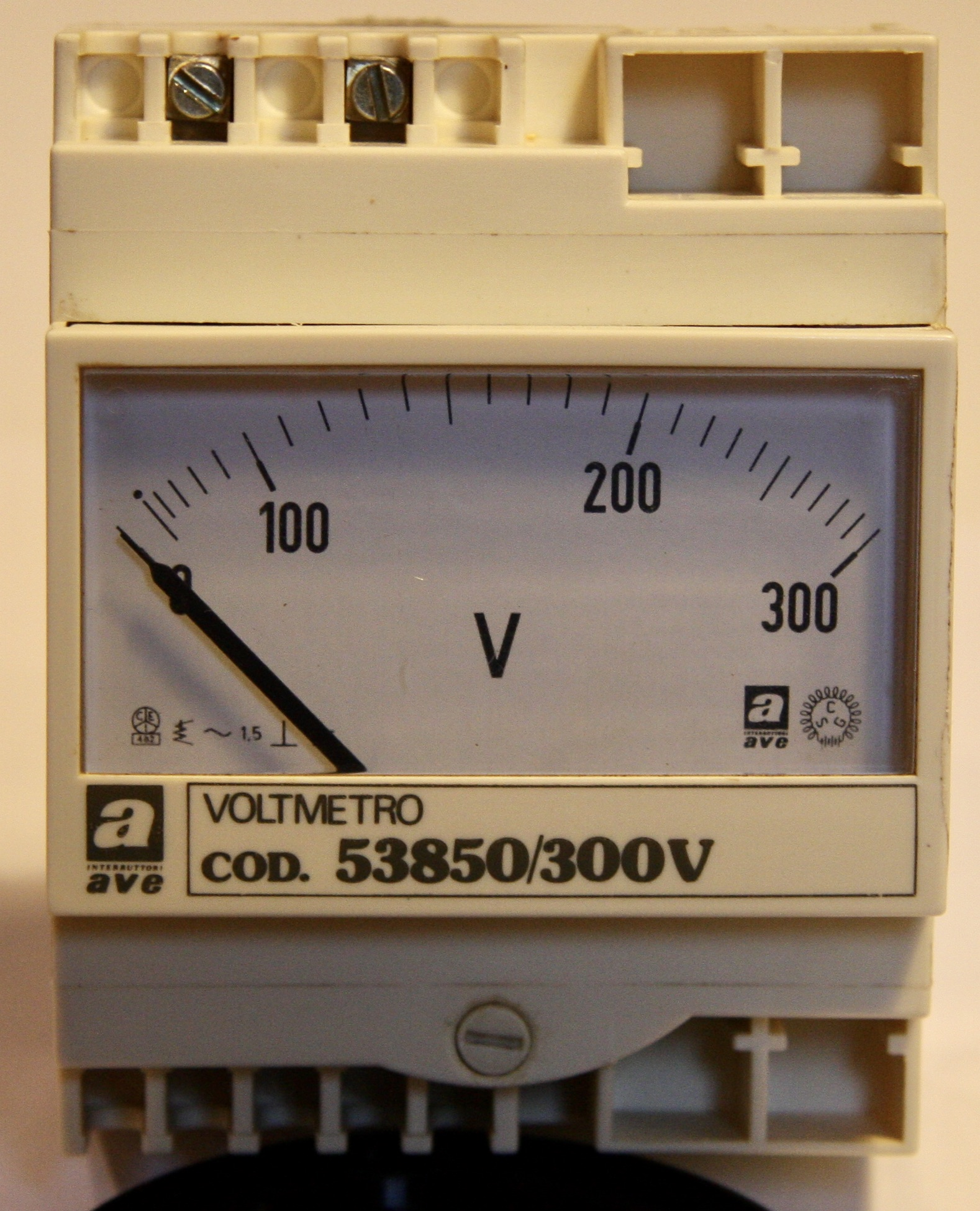
Il voltmetro analogico è soggetto all'errore di parallasse: l'angolo da cui si osserva lo strumento può influenzare la lettura del valore misurato.

Un esempio di errore di parallasse si ha quando si usa ad esempio un termometro per misurare la temperatura atmosferica e il termometro usa una scala graduata che è distante dal tubo stesso. Se la misura non viene presa stando esattamente all'altezza raggiunta dal liquido, il valore ricavato non è corretto. Per questo motivo bisogna allineare l'occhio alla linea durante la lettura così da potere ottenere un valore corretto. Si ha errore di parallasse anche nel caso di strumenti con lancetta non appoggiata sulla scala graduata: è il caso tipico degli strumenti analogici.